# Mitrofan Ivanovich Nedelin
Mitrofan Ivanovich Nedelin (9 de Novembro de 1902 – 24 de Outubro de 1960), em russo Митрофа́н Ива́нович Неде́лин, foi um militar soviético, tendo servido como Marechal de Artilharia, de 8 de Maio de 1959 até a sua morte, na Catástrofe de Nedelin.
Membro do Partido Comunista desde 1924, ele recebeu o título de "Herói da União Soviética" em 28 de Abril de 1945, por serviços prestados durante a Segunda Guerra Mundial.
Em 8 de maio de 1959, Nedelin foi promovido a Marechal Chefe da Artilharia, e se tornou uma importante figura no desenvolvimento de ICBMs e da corrida espacial. Em 24 de outubro de 1960, Nedelin foi morto em uma explosão no Cosmódromo de Baikonur, no episódio que ficou conhecido como "Catástrofe de Nedelin".